# Brainia
Brainia is een geslacht van rechtvleugeligen uit de familie veldsprinkhanen (Acrididae). De wetenschappelijke naam van dit geslacht is voor het eerst geldig gepubliceerd in 1922 door Uvarov.

## Soorten
Het geslacht Brainia omvat de volgende soorten:
- Brainia hirsuta Uvarov, 1922
- Brainia holmi Johnsen, 1987